# King & Princeる。
『King & Princeる。』（キンプる。）は、日本テレビ系列で毎週土曜日 13:30 - 14:30（JST）に放送されていたバラエティ番組である。King & Princeの冠番組。放送上のタイトルコールは『King & PrinceのKing & Princeる。』（キングアンドプリンスのキンプる。）。

## 概要
King & Princeが、よりカッコよく、面白く成長するために様々なお題にその場で体を張って挑戦していくムチャぶり検証バラエティ。King & Princeにとって初の地上波での冠番組。
2021年5月8日に日本テレビ系『1億3000万人のSHOWチャンネル』内で『24時間テレビ 愛は地球を救う44』のメインパーソナリティーを務めることと合わせて、放送が発表された。配信開始および地上波放送日の5月23日はKing & PrinceのCDデビュー3周年にあたる。
2022年1月1日には、『2022年元日は「DASH」&「夜ふかし」&「キンプる。」』の第3部『King & Princeる。元日SP』として全国ネットで放送。
2022年1月16日から日曜14:15 - 14:45枠でレギュラー化された。同年4月より土曜13:30 - 14:30枠に移動するとともに放送時間を60分に拡大。
民放公式の動画配信サービスである「TVer」および日本テレビ系動画配信サービス「日テレ無料TADA」で、本放送後から1週間限定で最新回の無料配信を実施しており、「TVer」での2022年1月-3月番組再生数ランキングではバラエティ部門第10位にランクインした。また、定額制動画配信サービスの「Hulu」にて過去の放送を配信している。　
2023年1月1日には2年連続で元日特番が放送された。
2023年5月13日をもってレギュラー放送を終了。翌週5月20日に実質的な最終回となる日本テレビ系列全国ネットのゴールデン2時間スペシャル（19:56 - 21:54）を放送し、幕を閉じた。5月22日を以て、岸・平野・神宮寺がグループを脱退。5月23日より、永瀬・髙橋の2人体制でのグループ活動となった後、劇団ひとり、山崎弘也を続投させた実質的な後継番組『キントレ』が7月1日から放送されることが発表された。

## 出演者
MC
- King & Prince（平野紫耀、永瀬廉、髙橋海人、岸優太、神宮寺勇太）-岸は2022年2月6日～3月13日放送分は新型コロナウイルス感染のため欠席。

進行
- 劇団ひとり-2022年5月7日、14日放送分は新型コロナウイルス感染のため欠席。山崎が進行を代行。

準レギュラー　
- 山崎弘也 （アンタッチャブル）-正式なレギュラーではないが、番組初期からほぼ全ての回に出演。2022年8月6日、13日放送分は新型コロナウイルス感染のため欠席。　
- アイクぬわら （超新塾）- 「日本語禁止!Englishcooking」に英語調査員として出演。　
- 若槻千夏 - 「おしゃKing & Prince選手権」に特別審査員として出演。

教官
ゲスト芸人・タレントが出演。番組から出されたお題をKing & Princeがクリア出来るよう、アイデアを出す。

## 放送リスト

### 特番
| 回 | 放送日         | 検証 | 出演者 |
| -- | -------------- | --- | --- |
| 1  | 2021年 5月23日 | - 生放送に見切れてTwitterのトレンド1位に。何をする? - IKKOが思わず「まぼろし〜!」一体何をする? - キスシーン史に残るキスを考える - こんな王子様は嫌だ!を考える - 令和の新罰ゲームを考える | 教官：山崎弘也、ファーストサマーウイカ、くっきー!、野田クリスタル ゲスト：IKKO |
| 2  | 2022年 1月1日  | - 視聴者の記憶に残る斬新な登場とは? - 新宿のビジョンで生番宣!トレンド1位なるか? - King & Princeがウルフ選手に勝てる対決とは? - TOKIO松岡が思わず笑う楽屋挨拶とは? - 2022年最速!?ギネス世界記録チャレンジ - 新庄監督と対決!どっちが真のプリンス? - King & Princeの生ライブ最後に視聴者の度肝を抜く演出が! どんな演出? | 教官： （前半）近藤春菜、藤森慎吾、阿佐ヶ谷姉妹、若槻千夏、なすなかにし （後半）藤本敏史、山崎弘也、ファーストサマーウイカ、小沢一敬、くっきー!、吉村崇 ゲスト： ウルフ・アロン、岸博幸、新庄剛志、松岡昌宏(TOKIO) |
| 3  | 2023年 1月1日  | - King & Prince 5人だけ!新春日本横断開運ツアー | ゲスト：田中圭、中山美穂、満島真之介 |
| 4  | 2023年 5月20日 | ゴールデン2時間SP - 当たり前レストランFINAL - クイズぶらりKing&Prince、1泊2日やりたいことツアーin新潟 - 大自然の中でサウナで整いたい！ - 海上相撲 - ご当地食材を収穫して美味しい料理を作りたい！ - 5人だけの花火大会をしたい！                                                                                       | ゲスト： 満島ひかり、小澤征悦、 羽鳥慎一、若槻千夏 |

### レギュラー放送（30分）
以降、山崎弘也は省略する。

#### 2022年
| 回 | 放送日  | 検証 | 出演者                                                                              |
| -- | ------- | --- | ----------------------------------------------------------------------------------- |
| 1  | 1月16日 | - 昔からある遊びに一つ要素を加えて新しくしてください                                                                    | 教官：ファーストサマーウイカ、ヒコロヒー、ケンドーコバヤシ、ロッチ、小沢一敬        |
| 2  | 1月23日 | - 岸がギリギリ気づかないユル〜いドッキリってどんなの?                                                                   | 教官：若槻千夏、大久保佳代子、稲田直樹、阿佐ヶ谷姉妹、森田哲矢 ゲスト：なかじままり |
| 3  | 1月30日 | - 「壁ドン」よりときめく新たな胸キュンモーションを考える。 - 試着室を開けたらとんでもないことに！お着替え大喜利に挑戦！ | 教官：（前半）第2回と同じ、（後半）第1回と同じ                                      |
| 4  | 2月6日  | - いちばんモテる男は誰だ!? スポーツKing ＆ モテPrince選手権                                                             |                                                                                     |
| 5  | 2月13日 | - 1日で一流のタップダンサーになる。                                                                                     | HideboH                                                                             |
| 6  | 2月20日 | - 大人の方が難しい!?小学校お受験クイズ                                                                                  |                                                                                     |
| 7  | 2月27日 | - 芸人オリジナルゲームでバズる。（前半）                                                                                | なすなかにし、ちからこぶ                                                            |
| 8  | 3月6日  | - King ＆ Princeの食べっぷりキングを決定！グルメCM選手権 - 芸人オリジナルゲームでバズる。（後半）                       | ちからこぶ、ガーリィレコード                                                        |
| 9  | 3月13日 | - 日本語禁止！English Cooking                                                                                           | アイクぬわら                                                                        |
| 10 | 3月20日 | - 一番お洒落な男は誰だ!?おしゃKing ＆ Prince選手権                                                                      | 若槻千夏                                                                            |

### レギュラー放送(60分)

#### 2022年
| 回 | 放送日   | 検証 | 出演者                                           |
| -- | -------- | --- | ------------------------------------------------ |
| 11 | 4月2日   | - 日本語禁止！English Cooking〈第2弾〉 - モテKing ＆ Prince選手権〈第2弾〉                                          | アイクぬわら                                     |
| 12 | 4月9日   | - クイズぶらり平野くん〈第1弾〉 - 日本語禁止！English Cooking〈第3弾〉                                              | アイクぬわら                                     |
| 13 | 4月16日  | - 大人の方が難しい!?小学校お受験クイズ〈第2弾〉 - 永瀬廉の負けん気修行 - 「Lovin' you」披露                         |                                                  |
| 14 | 4月23日  | - スローモーション選手権 - 岸、生き物図鑑をつくる。〈第1弾〉                                                        | 大久保佳代子                                     |
| 15 | 4月30日  | - キンプるヤンキース〈第1弾〉 - 神宮寺勇太の神宮寺巡り〈第1弾〉                                                     |                                                  |
| 16 | 5月7日   | - 日本語禁止！English Cooking〈第4弾〉 - 髙橋海人のどっちが海人でSHOW！〈第1弾〉                                    | アイクぬわら、大薗彩芳、三浦真由子               |
| 17 | 5月14日  | - 日本語禁止！English Cooking〈第5弾〉 - クイズぶらり平野くん〈第2弾〉                                              | アイクぬわら                                     |
| 18 | 5月21日  | - 道の駅3品クッキング〈第1弾〉 - テーブルマナー選手権〈第1弾〉                                                      |                                                  |
| 19 | 6月4日   | - 永瀬廉の酪農のお仕事初体験！ - テーブルマナー選手権〈第2弾〉                                                      |                                                  |
| 20 | 6月11日  | - キンプるヤンキース〈第2弾〉 - おしゃKing ＆ Prince選手権〜2022夏〜                                                | 若槻千夏                                         |
| 21 | 6月18日  | - 商店街ムチャぶり借り物競争 - 当たり前レストラン                                                                   |                                                  |
| 22 | 6月25日  | - 岸優太のいきなりタロット〈第1弾〉 - 3時間で習得シリーズ〈第2弾〉殺陣 - 「Lovin' you」「踊るように人生を。」を披露 | トリンドル玲奈、五代新一                         |
| 23 | 7月2日   | - キンプるヤンキース〈第3弾〉 - 髙橋海人のどっちが海人でSHOW！〈第2弾〉                                             | 赤池完介、青山裕企、ZAZY                         |
| 24 | 7月9日   | - 日本語禁止！English Cooking〈第6弾〉 - 神宮寺勇太の神宮寺巡り〈第2弾〉                                            | アイクぬわら                                     |
| 25 | 7月16日  | - 日本語禁止！English Cooking〈第7弾〉 - 岸、生き物図鑑をつくる。〈第2弾〉                                          | アイクぬわら、清水則雄                           |
| 26 | 7月23日  | - 岸優太のいきなりタロット〈第2弾〉 - モテKing & Prince選手権〈第3弾〉                                              | 阿佐ヶ谷姉妹、満島真之介、西畑大吾（なにわ男子） |
| 27 | 7月30日  | - キンプるヤンキース〈第4弾〉 - クイズぶらり平野くん〈第3弾〉                                                       | 二宮和也、中丸雄一                               |
| 28 | 8月6日   | - トム・クルーズ選手権 - 道の駅3品クッキング〈第2弾〉                                                               |                                                  |
| 29 | 8月13日  | - 当たり前レストラン〈第2弾〉 - 岸、生き物図鑑を作る。〈第3弾〉                                                     |                                                  |
| 30 | 8月20日  | - 大人の方が難しい!?小学校お受験クイズ〈第3弾〉 - 神宮寺勇太の神宮寺巡り〈第3弾〉                                   |                                                  |
| 31 | 8月27日  | - ジャッキー・チェン選手権 - ご当地かき氷対決 - キンプるヤンキース未公開シーン                                      | 二宮和也、中丸雄一                               |
| 32 | 9月3日   | - 当たり前レストラン〈第3弾〉 - クイズぶらり平野くん〈第4弾〉                                                       |                                                  |
| 33 | 9月10日  | - 当たり前レストラン〈第4弾〉 - 道の駅3品クッキング〈第3弾〉 - 「TraceTrace」披露                                   |                                                  |
| 34 | 9月17日  | - 日本語禁止！English Cooking〈第8弾〉 - 髙橋海人のどっちが海人でSHOW！〈第3弾〉                                    |                                                  |
| 35 | 9月24日  | - 日本語禁止！English Cooking〈第9弾〉 - 永瀬廉社会勉強の旅                                                         |                                                  |
| 36 | 10月1日  | - キンプるヤンキース〈第5弾〉 - 神宮寺勇太の神宮寺巡り～埼玉前編～〈第4弾〉                                         | ハリセンボン                                     |
| 37 | 10月15日 | - 当たり前レストラン 〈第5弾〉 - 髙橋海人のどっちが海人でSHOW！〈第4弾〉                                            |                                                  |
| 38 | 10月22日 | - 当たり前レストラン〈第6弾〉 - 道の駅３品クッキング〈第4弾〉                                                       | 田中圭                                           |
| 39 | 10月29日 | - 当たり前社会人 - 永瀬廉社会勉強の旅〈第2弾〉 - 「彩り」披露                                                       |                                                  |
| 40 | 11月5日  | - おしゃKing ＆ Prince選手権〜秋編〜 - キンプる鑑定団 - 「ツキヨミ」披露                                            | 若槻千夏、IKKO                                   |
| 41 | 11月12日 | - キアヌ・リーヴス選手権 - 神宮寺勇太の神宮寺巡り～埼玉後編～〈第5弾〉                                              |                                                  |
| 42 | 11月19日 | - 日本語禁止！English Cooking〈第10弾〉 - 永瀬廉社会勉強の旅〈第3弾〉                                               | アイクぬわら                                     |
| 43 | 11月26日 | - 日本語禁止！English Cooking〈第11弾〉 - 道場破りの旅                                                              | アイクぬわら                                     |
| 44 | 12月3日  | - 当たり前レストラン 〈第7弾〉 - 千葉真一選手権                                                                     |                                                  |
| 45 | 12月10日 | - 当たり前レストラン〈第8弾〉 - 突撃！世界の朝ごはん〈第1弾〉                                                       |                                                  |
| 46 | 12月17日 | - 浪川大輔選手権 - 髙橋海人のどっちが海人でSHOW！〈第5弾〉                                                          | 浪川大輔                                         |
| 47 | 12月24日 | - キンプるヤンキース〈第6弾〉みんなでクリスマス編 - クイズぶらり平野くんin八王子〈第5弾〉                           | ロッチ                                           |

#### 2023年
| 回 | 放送日  | 検証 | 出演者     |
| -- | ------- | --- | ---------- |
| 48 | 1月14日 | - キンプるファイブ〈第1弾〉 - 突撃！世界の朝ごはん〈第2弾〉                                              |            |
| 49 | 1月21日 | - マイケルジャクソン選手権 - 道の駅3品クッキング！〈第5弾〉埼玉編                                        |            |
| 50 | 1月28日 | - 劇団四季に潜入 - 永瀬廉社会勉強の旅〈第5弾〉                                                           |            |
| 51 | 2月4日  | - 突撃！世界の朝ごはん〈第3弾〉 - キンプるファイブ〈第2弾〉                                              |            |
| 52 | 2月18日 | - おしゃKing ＆ Prince選手権2023 WINTER - 髙橋海人のどっちが海人でSHOW！〈第5弾〉 - 「We are young」披露 |            |
| 53 | 2月25日 | - 日本語禁止！English Cooking〈第12弾〉 - 道の駅3品クッキング！〈第6弾〉茨城編                           |            |
| 54 | 3月4日  | - 当たり前レストラン〈第9弾〉 - 岸、生き物図鑑を作る。〈第4弾〉                                          |            |
| 55 | 3月11日 | - 当たり前レストラン〈第10弾〉 - 一度でいいからやってみたい！男のロマンシリーズ                          | 宮野真守   |
| 56 | 3月18日 | - クイズぶらり平野くん韓国グルメ＆最新美容SP!!                                                           |            |
| 57 | 3月25日 | - 海人、韓国アート留学＆豪華ホテル潜入SP!!                                                               |            |
| 58 | 4月1日  | - キンプるヤンキース〈第7弾〉 - クイズぶらり平野くんin静岡〈第6弾〉                                      | 満島真之介 |
| 59 | 4月8日  | - キンプるファイブ〈第3弾〉 - 神宮寺勇太の神宮寺巡り～特別編～                                           |            |
| 60 | 4月15日 | - 日本語禁止！English Cooking〈第13弾〉 - 道の駅3品クッキング！〈第7弾〉静岡編                           |            |
| 61 | 4月22日 | - 日本語禁止！English Cooking〈第14弾〉 - 永瀬廉社会勉強の旅〈第6弾〉                                    |            |
| 62 | 4月29日 | - 当たり前レストラン〈第11弾〉 - モテKing & Prince選手権〈第4弾〉                                        |            |
| 63 | 5月6日  | - キンプるファイブ〈第4弾〉 - 岸、生き物図鑑を作る。〈第5弾〉                                            |            |
| 64 | 5月13日 | - キンプるデミー賞                                                                                       |            |

## 主な企画

### 通常のコーナー
モテKing & Prince選手権
2022年2月6日放送分から開始。King & Princeのメンバーが複数のスポーツに挑戦し、1番ポイントの高いメンバーがモテKing & Princeの称号を手に入れる。
大人の方が難しい⁉︎小学校お受験クイズ
2022年2月20日放送分から開始。小学生レベルの頭を使う問題にメンバーが挑戦し1番お利口さんなメンバーを決める企画。
日本語禁止!English cooking
2022年3月13日放送分から開始。メンバー1人が指示役（主に岸が多い）になり、残りのメンバーが2人1組の2チームに分かれて行う料理対決。指示役は英語で調理工程を説明し、作るチームはその英語を元に料理を作る。1料理につき、1工程分だけ指示役の英語をもう一度聞くことができる。
おしゃKing & Prince選手権
2022年3月20日放送分から開始。メンバーがテーマを基に自分好みのファッションを披露し1番おしゃれなメンバーを若槻千夏がランク付けする企画。
クイズぶらり平野くん
2022年4月9日放送分から開始。平野が街を探索し、その道中で起きた平野のおもしろ言動やハプニングをクイズにし残るメンバーと山崎が答える企画。
岸、生き物図鑑をつくる。
2022年4月23日放送分から開始。生き物が大好きな岸がレアな生物を捕獲する企画。
キンプるヤンキース
2022年4月30日放送分から開始。メンバー5人とひとり、山崎がヤンキーの学生に扮し、体当たりゲームに挑戦する企画。
神宮寺勇太の神宮寺巡り
2022年4月30日放送分から開始。神宮寺がその名に恥じぬように様々な神社や寺などを訪問する企画。
高橋海人のどっちが海人でSHOW!
2022年5月7日放送分から開始。メンバー1手先が器用な高橋がプロのアーティストと対決し、残るメンバーとひとりがどちらが高橋の作品か当てる企画。なお、この企画はひとりも回答者で参加しているため、山崎が進行。
道の駅3品クッキング
2022年5月21日放送分から開始。メンバー3人がテーマのもと、道の駅にあるもの3品で料理を作り、スタジオで残るメンバー2人とひとり、山崎が試食し、判定する企画。
永瀬廉の社会勉強の旅
2022年6月4日から開始。永瀬が様々な職業を体験する企画。
当たり前レストラン
2022年6月18日放送分から開始。誰もが知っている料理を調理工程だけ紹介し、料理名をメンバーと山崎が答える企画。正解した人だけがその料理を食べられる。
〇〇選手権
2022年8月6日放送分から行われている企画。〇〇には人物の名前が入り、第1回はトム・クルーズ、第2回はジャッキー・チェン、第3回はキアヌ・リーヴス、第4回は千葉真一、第5回は浪川大輔、第6回はマイケル・ジャクソンで行われた。誰が一番その人物に近いかを競う企画。
当たり前社会人
2022年10月29日放送分から開始。メンバーが新入社員に扮し、社会人なら出来て当たり前の振る舞いをする企画。
キンプる。鑑定団
2022年11月5日放送分から開始。メンバー2人が芸能人の自宅に潜入し高価なものを鑑定する企画。
キンプる。道場破りの旅　
2022年11月26日放送分から開始。メンバー2人がさまざまな競技で対決する企画。　
突撃!世界の朝ごはん
2022年12月10日放送分から開始。メンバー2人が日本に住む世界の人を突撃し、世界の朝ごはんを頂く企画。
キンプるファイブ
2023年1月14日放送分から開始。ある特定のお題やミッションに5人連続で成功できるかを競う企画。　
キンプる潜入クイズ　
2023年1月28日放送分から開始。ある組織や会社などにレギュラーメンバー7人で潜入し、ひとりが出題したクイズに答える企画。

### 特別企画
King & Prince5人だけ!新春開運ツアー　
2023年1月1日の元日特番で放送された企画。King & Princeの5人だけでツアーを行い、その道中で起きたハプニングをクイズにし、スタジオのゲスト出演者が答える企画。（「クイズぶらり平野くん」の変化形である。）

### 新曲テレビ披露
- 「Lovin' you」（2022年4月16日）
- 「Lovin' you」「踊るように人生を。」（2022年6月25日）
- 「TraceTrace」「ichiban」（2022年9月10日）
- 「彩り」（2022年10月29日)「ツキヨミ」(2022年11月5日)
- 「We are young」(2023年2月18日)

## ネット局と放送時間

### 特番（第1回）

#### テレビ放送
| 放送対象地域   | 放送局                   | 系列           | 放送期間      | 放送日時                     | ネット状況 |
| -------------- | ------------------------ | -------------- | ------------- | ---------------------------- | ---------- |
| 関東広域圏     | 日本テレビ （NTV）       | 日本テレビ系列 | 2021年5月23日 | 日曜 12:45 - 13:45           | 制作局     |
| 福岡県         | 福岡放送 （FBS）         | 日本テレビ系列 | 2021年6月5日  | 土曜 14:25 - 15:25           | 遅れネット |
| 北海道         | 札幌テレビ （STV）       | 日本テレビ系列 | 2021年6月27日 | 日曜 15:00 - 16:00           | 遅れネット |
| 青森県         | 青森放送 （RAB）         | 日本テレビ系列 | 2021年7月3日  | 土曜 14:00 - 15:00           | 遅れネット |
| 新潟県         | テレビ新潟 （TeNY）      | 日本テレビ系列 | 2021年8月21日 | 土曜 13:25 - 14:25           | 遅れネット |
| 静岡県         | 静岡第一テレビ （SDT）   | 日本テレビ系列 | 2021年7月6日  | 火曜（月曜深夜） 0:59 - 1:59 | 遅れネット |
| 富山県         | 北日本放送 （KNB）       | 日本テレビ系列 | 2021年7月10日 | 土曜 14:55 - 15:55           | 遅れネット |
| 福井県         | 福井放送 （FBC）         | 日本テレビ系列 | 2021年7月27日 | 火曜 8:00 - 9:05             | 遅れネット |
| 鳥取県・島根県 | 日本海テレビ （NKT）     | 日本テレビ系列 | 2021年8月14日 | 土曜 9:25 - 10:30            | 遅れネット |
| 鹿児島県       | 鹿児島読売テレビ （KYT） | 日本テレビ系列 | 2021年8月15日 | 日曜 15:00 - 16:00           | 遅れネット |
| 中京広域圏     | 中京テレビ （CTV）       | 日本テレビ系列 | 2021年9月14日 | 火曜（月曜深夜） 1:35 - 2:35 | 遅れネット |

#### インターネット配信
| 配信元 | 配信期間             |
| ------ | -------------------- |
| TVer   | 2021年5月23日 15時 - |
| Hulu   | 2021年5月23日 15時 - |

### 特番（第2回）

#### テレビ放送
出典
| 放送対象地域   | 放送局                    | 系列                                         | 放送日時                    | ネット状況 |
| -------------- | ------------------------- | -------------------------------------------- | --------------------------- | ---------- |
| 関東広域圏     | 日本テレビ（NTV）         | 日本テレビ系列                               | 2022年1月1日 23:00 - 翌0:25 | 制作局     |
| 北海道         | 札幌テレビ（STV）         | 日本テレビ系列                               | 2022年1月1日 23:00 - 翌0:25 | 同時ネット |
| 青森県         | 青森放送（RAB）           | 日本テレビ系列                               | 2022年1月1日 23:00 - 翌0:25 | 同時ネット |
| 岩手県         | テレビ岩手（TVI）         | 日本テレビ系列                               | 2022年1月1日 23:00 - 翌0:25 | 同時ネット |
| 宮城県         | ミヤギテレビ（MMT）       | 日本テレビ系列                               | 2022年1月1日 23:00 - 翌0:25 | 同時ネット |
| 秋田県         | 秋田放送（ABS）           | 日本テレビ系列                               | 2022年1月1日 23:00 - 翌0:25 | 同時ネット |
| 山形県         | 山形放送（YBC）           | 日本テレビ系列                               | 2022年1月1日 23:00 - 翌0:25 | 同時ネット |
| 福島県         | 福島中央テレビ（FCT）     | 日本テレビ系列                               | 2022年1月1日 23:00 - 翌0:25 | 同時ネット |
| 山梨県         | 山梨放送（YBS）           | 日本テレビ系列                               | 2022年1月1日 23:00 - 翌0:25 | 同時ネット |
| 新潟県         | テレビ新潟（TeNY）        | 日本テレビ系列                               | 2022年1月1日 23:00 - 翌0:25 | 同時ネット |
| 長野県         | テレビ信州（TSB）         | 日本テレビ系列                               | 2022年1月1日 23:00 - 翌0:25 | 同時ネット |
| 静岡県         | 静岡第一テレビ（SDT）     | 日本テレビ系列                               | 2022年1月1日 23:00 - 翌0:25 | 同時ネット |
| 富山県         | 北日本放送（KNB）         | 日本テレビ系列                               | 2022年1月1日 23:00 - 翌0:25 | 同時ネット |
| 石川県         | テレビ金沢（KTK）         | 日本テレビ系列                               | 2022年1月1日 23:00 - 翌0:25 | 同時ネット |
| 福井県         | 福井放送（FBC）           | 日本テレビ系列                               | 2022年1月1日 23:00 - 翌0:25 | 同時ネット |
| 中京広域圏     | 中京テレビ（CTV）         | 日本テレビ系列                               | 2022年1月1日 23:00 - 翌0:25 | 同時ネット |
| 近畿広域圏     | 読売テレビ（ytv）         | 日本テレビ系列                               | 2022年1月1日 23:00 - 翌0:25 | 同時ネット |
| 鳥取県・島根県 | 日本海テレビ（NKT）       | 日本テレビ系列                               | 2022年1月1日 23:00 - 翌0:25 | 同時ネット |
| 広島県         | 広島テレビ（HTV）         | 日本テレビ系列                               | 2022年1月1日 23:00 - 翌0:25 | 同時ネット |
| 山口県         | 山口放送（KRY）           | 日本テレビ系列                               | 2022年1月1日 23:00 - 翌0:25 | 同時ネット |
| 徳島県         | 四国放送（JRT）           | 日本テレビ系列                               | 2022年1月1日 23:00 - 翌0:25 | 同時ネット |
| 香川県・岡山県 | 西日本放送（RNC）         | 日本テレビ系列                               | 2022年1月1日 23:00 - 翌0:25 | 同時ネット |
| 愛媛県         | 南海放送（RNB）           | 日本テレビ系列                               | 2022年1月1日 23:00 - 翌0:25 | 同時ネット |
| 高知県         | 高知放送（RKC）           | 日本テレビ系列                               | 2022年1月1日 23:00 - 翌0:25 | 同時ネット |
| 福岡県         | 福岡放送（FBS）           | 日本テレビ系列                               | 2022年1月1日 23:00 - 翌0:25 | 同時ネット |
| 長崎県         | 長崎国際テレビ（NIB）     | 日本テレビ系列                               | 2022年1月1日 23:00 - 翌0:25 | 同時ネット |
| 熊本県         | くまもと県民テレビ（KKT） | 日本テレビ系列                               | 2022年1月1日 23:00 - 翌0:25 | 同時ネット |
| 大分県         | テレビ大分（TOS）         | 日本テレビ系列 フジテレビ系列                | 2022年1月1日 23:00 - 翌0:25 | 同時ネット |
| 鹿児島県       | 鹿児島読売テレビ（KYT）   | 日本テレビ系列                               | 2022年1月1日 23:00 - 翌0:25 | 同時ネット |
| 宮崎県         | テレビ宮崎（UMK）         | フジテレビ系列 日本テレビ系列 テレビ朝日系列 | 2022年1月1日 23:30 - 翌0:55 | 30分遅れ   |

#### インターネット配信
| 配信元         | 配信期間       |
| -------------- | -------------- |
| TVer           | 2022年1月2日 - |
| 日テレ無料TADA | 2022年1月2日 - |
| Hulu           | 2022年1月2日 - |

### レギュラー放送（30分）

#### テレビ放送
| 放送対象地域 | 放送局                 | 系列           | 放送期間               | 放送日時                     | ネット状況 |
| ------------ | ---------------------- | -------------- | ---------------------- | ---------------------------- | ---------- |
| 関東広域圏   | 日本テレビ （NTV）     | 日本テレビ系列 | 2022年1月16日 -        | 日曜 14:15 - 14:45           | 制作局     |
| 福岡県       | 福岡放送 （FBS）       | 日本テレビ系列 | 2022年1月16日 -        | 日曜 15:00 - 15:30           | 遅れネット |
| 新潟県       | テレビ新潟 （TeNY）    | 日本テレビ系列 | 2022年1月23日 -        | 日曜（土曜深夜） 0:55 - 1:25 | 遅れネット |
| 北海道       | 札幌テレビ （STV）     | 日本テレビ系列 | 2022年1月23日 -        | 日曜（土曜深夜） 1:25 - 1:55 | 遅れネット |
| 富山県       | 北日本放送 （KNB）     | 日本テレビ系列 | 2022年1月27日 - 4月6日 | 木曜 15:50 - 16:20           | 遅れネット |
| 近畿広域圏   | 読売テレビ （ytv）     | 日本テレビ系列 | 2022年1月29日 -        | 土曜（金曜深夜） 1:58 - 2:27 | 遅れネット |
| 高知県       | 高知放送 （RKC）       | 日本テレビ系列 | 2022年1月30日 -        | 日曜（土曜深夜） 1:25 - 1:55 | 遅れネット |
| 青森県       | 青森放送 （RAB）       | 日本テレビ系列 | 2022年1月30日 -        | 日曜 12:10 - 12:40           | 遅れネット |
| 中京広域圏   | 中京テレビ （CTV）     | 日本テレビ系列 | 2022年2月4日 -         | 金曜（木曜深夜） 1:37 - 2:07 | 遅れネット |
| 静岡県       | 静岡第一テレビ （SDT） | 日本テレビ系列 | 2022年2月7日 -         | 月曜（日曜深夜） 1:25 - 1:55 | 遅れネット |

#### インターネット配信
| 配信元         | 配信期間        |
| -------------- | --------------- |
| TVer           | 2022年1月16日 - |
| 日テレ無料TADA | 2022年1月16日 - |
| Hulu           | 2022年1月16日 - |

### レギュラー放送（60分）

#### テレビ放送
- 30分時代に放送していた高知放送(RKC)では1時間放送版はネットされず、2023年5月20日放送分の最終回のみ放送された。

| 放送対象地域 | 放送局                   | 系列           | 放送期間                     | 放送日時 | ネット状況     |
| ------------ | ------------------------ | -------------- | ---------------------------- | --- | -------------- |
| 関東広域圏   | 日本テレビ （NTV）       | 日本テレビ系列 | 2022年4月2日 - 2023年5月20日 | 土曜 13:30 - 14:30 | 制作局         |
| 石川県       | テレビ金沢 （KTK）       | 日本テレビ系列 | 2022年4月2日 -2023年5月20日  | 土曜 13:30 - 14:30 | 同時ネット     |
| 北海道       | 札幌テレビ （STV）       | 日本テレビ系列 | 2022年4月2日 - 2023年5月20日 | 金曜 （木曜深夜）1:29 - 2:29 4月から7月2日放送分までは同時ネット。その後日曜（土曜深夜）1:25 - 2:25で放送。同年10月から現在の時間。 | 遅れネット     |
| 福岡県       | 福岡放送 （FBS）         | 日本テレビ系列 | 2022年4月3日 - 2023年5月20日 | 土曜 14:00 - 15:00 | 同日時差ネット |
| 静岡県       | 静岡第一テレビ （SDT）   | 日本テレビ系列 | 2022年4月7日- 2023年5月20日  | 木曜（水曜深夜） 0:59 - 1:59 | 遅れネット     |
| 中京広域圏   | 中京テレビ （CTV）       | 日本テレビ系列 | 2022年4月9日- 2023年5月20日  | 土曜（金曜深夜） 0:59 - 1:59 | 遅れネット     |
| 鹿児島県     | 鹿児島読売テレビ （kyt） | 日本テレビ系列 | 2022年4月11日- 2023年5月20日 | 月曜（日曜深夜） 2:25 - 3:25 | 遅れネット     |
| 富山県       | 北日本放送 （KNB）       | 日本テレビ系列 | 2022年4月13日- 2023年5月20日 | 水曜（火曜深夜） 0:59 - 1:59 | 遅れネット     |
| 青森県       | 青森放送 （RAB）         | 日本テレビ系列 | 2022年4月14日- 2023年5月20日 | 木曜（水曜深夜） 0:54 - 1:54 | 遅れネット     |
| 新潟県       | テレビ新潟 （TeNY）      | 日本テレビ系列 | 2022年4月16日- 2023年5月20日 | 土曜 9:30 - 10:30 | 遅れネット     |
| 福島県       | 福島中央テレビ （FCT）   | 日本テレビ系列 | 2022年4月17日- 2023年5月20日 | 日曜（土曜深夜） 1:40 - 2:40 | 遅れネット     |
| 山梨県       | 山梨放送 （YBS）         | 日本テレビ系列 | 2022年4月19日- 2023年5月20日 | 火曜（月曜深夜） 0:54 - 1:54 | 遅れネット     |
| 近畿広域圏   | 読売テレビ （ytv）       | 日本テレビ系列 | 2022年4月26日- 2023年5月20日 | 火曜（月曜深夜） | 遅れネット     |

#### インターネット配信
| 配信元         | 配信期間       |
| -------------- | -------------- |
| TVer           | 2022年4月2日 - |
| 日テレ無料TADA | 2022年4月2日 - |
| Hulu           | 2022年4月2日 - |

## スタッフ

### レギュラー放送
- 企画・演出：前川瞳美
- ナレーター：三村ロンド【毎週】、森富美（日本テレビアナウンサー、途中から）【不定期】
- 構成：桜井慎一、山形遼介、木南広明
- 美術：木村武史
- デザイン：北村春美
- 大道具：相馬勇
- 小道具：米山幸市
- 特効：堀田秀二郎、内山栄一【週替り】
- TM：望月達史
- SW：荻野高康、福田伸一郎（福田→以前はCAM）【週替り】
- CAM：早川智晃、岩永雄允、島田佳奈【週替り】
- MIX：依田真和
- VE：鈴木昭博、笈川太【週替り】
- 照明：藤山真緒、千葉雄、仲野貴信、井口弘一郎、粂田泰士、大場浩【週替り】
- モニター：ミジェット
- 音効：岡田淳一
- TK：山沢啓子
- 制作進行：三上由貴（2022年4月23日-）
- 編集：松沢章、橋本淳一郎【週替り】
- MA：植木俊彦
- 編成：黒川高
- 宣伝：関根恵
- デスク：府川麻衣子
- ヘアメイク：KAZUOMI、奥松かつら
- スタイリスト：横田勝広
- 美術協力：日本テレビアート
- CG：森三平
- リサーチ：今井紳介（フォーミュレーション）
- 協力：ジャニーズ事務所
- 技術協力：NiTRo、ヌーベルアージュ【毎週】、セッターズ、スウィッシュ・ジャパン、コスモ・スペース、ジェイ・クルー、ビデオウィング、Zeta、だだだ、プレゼンスクルー【週替り】
- 制作：野島彩希、花井理奈子、加藤祐太、北村桃子、井延祥子、立川春樹、成清彩、赤石美希、倉掛真衣、樫森咲穂、阿比留ほのほ、田中麗奈、藤本悠巴、鶴野邑、伊藤航、太田萌夏、糸井綾珠、木俣聖里奈、休場遼、成清彩、太田萌夏、野中里美、長坂美月、宮原一貴【週替り】、亀井幸恵【毎週】（休場→以前はディレクター、亀井→以前はプロデューサー）
- 制作/プロデューサー：切替愛、髙松明央、済本明里、大橋あり、影山幸子、髙橋孝平【週替り、回によって異なる】
- ディレクター：田中健太、小笠原将、三根榮太郎、及川諒、稲元雅俊/石井晶子、丸山将人、阿出川聡、牧野郁人、豊嶋隆一、高宮恵蔵、長瀬久司、大内優介、石岡桜咲、萩原正雄【週替り】（石岡→以前は制作）
- チーフ/ディレクター：金光豪、小田葉月【週替り、回によって異なる】
- チーフディレクター：中澤洋貴（2022年4月-）、尾之上祐太、今村光宏、黒石岳志、山中伸二、田中克弥（黒石・山中→以前はディレクター）【週替り】
- プロデューサー：宮崎慶洋
- チーフプロデューサー：江成真二（2022年6月4日-）
- 制作協力：LOL（2022年6月-）、いまじん、モスキート、日企
- 製作著作：日本テレビ

#### 過去のスタッフ（レギュラー）
- ナレーター：服部潤 [61]
- 美術：稲本浩
- 電飾：佐山直也
- TM：保刈寛之
- SW：鎌倉和由
- 編成：平本典昭
- プロデューサー：久石悠子
- チーフプロデューサー：川邊昭宏（2022年5月28日まで）

### 特番
- 企画・演出：前川瞳美
- ナレーター：服部潤[62][63]、森富美（日本テレビアナウンサー)
- 構成：桜井慎一、山形遼介、木南広明
- 美術：稲本浩
- デザイン：北村春美
- 電飾：佐山直也（第2回）
- 大道具：相馬勇
- 小道具：米山幸市（第2回）
- モニター：ミジェット
- TM：保刈寛之（第2回）
- TD：鈴木昭博（第2回）
- SW：鎌倉和由（第2回）、荻野高康
- CAM：水梨潤（第2回）
- MIX：白水英国、山口直樹（共に第2回）
- VE：笈川太、古手川大（共に第2回）
- 照明：藤山真緒、小川勉（共に第2回）
- 音効：岡田淳一
- TK：山沢啓子
- 編集：松沢章、宮部真也（宮部→第2回）
- MA：安河内隆文
- 編成(第2回)：平本典昭（第2回）
- 宣伝(第2回)：関根恵（第2回）
- デスク：府川麻衣子
- ヘアメイク：KAZUOMI
- スタイリスト：横田勝広
- 美術協力：日本テレビアート
- CG：森三平
- リサーチ：今井紳介（フォーミュレーション）
- 協力：ジャニーズ事務所
- 技術協力：NiTRo、ヌーベルアージュ
- テーブルクロス引き指導(第2回)：ダンディGO（第2回）
- ディレクター：尾之上祐太、金光豪、稲元雅俊、小田葉月、伊澤翔太、田中克弥、牧野郁人/休場遼、松本美咲、林恭平、石井晶子、池之上隼太、加納侑哉、長坂美月（尾之上→第1回はチーフディレクター、小田・伊澤・田中・牧野・休場・松本・林・池之上・加納・長坂→第2回）
- チーフディレクター：黒石岳志（第1回はディレクター）
- プロデューサー：宮崎慶洋、大橋あり、影山幸子、髙橋孝平/久石悠子、亀井幸恵、北村桃子（髙橋・久石・亀井・北村→第2回、髙橋・久石→第1回はAP）
- チーフプロデューサー：川邊昭宏
- 制作協力：いまじん、モスキート
- 製作著作：日本テレビ

#### 過去のスタッフ（特番）
- 小道具：辻尚久（第1回）
- 電飾：上田隼久（第1回）
- TM：望月達史（第1回）
- SW：林洋介（第1回）
- CAM：星勇次、八木原輝、柴田義行（共に第1回）
- MIX：依田真和、植松一哉、鈴木幸太郎（共に第1回）
- VE：船越正道、佐々木謙太（共に第1回）
- 照明：加藤恵介（第1回）
- 技術協力：セッターズ（第1回）
- AD：芝崎正尭、山本雄暉、佐藤史織、椎橋隼斗、髙橋知也、河崎千佳子（共に第1回）
- ディレクター：矢吹竜也（第1回）
- プロデューサー：村越多恵子（第1回）

## 受賞
- TVerアワード2022 特別賞[64]